# John Aubrey
John Aubrey (Wiltshire 12 de març de 1626 – 7 de juny de 1697) va ser un antiquari i escriptor anglès, més conegut per les seves Vides breus, una sèrie d'articles biogràfics.
Va néixer a Easton Piers o Percy, prop de Malmesbury (Wiltshire), membre d'una família benestant i coneguda a la regió, va dur una vida de gentleman empobrit. Es va formar a l'escola gramàtica de Malmesbury, sota la tutela de Robert Latimer, que havia tingut a Thomas Hobbes entre els seus primers alumnes, amb qui Aubrey es va fer amic. Va ingressar al Trinity College d'Oxford, el 1642, però els seus estudis van ser interromputs quan va esclatar la Guerra Civil Anglesa. Cap al 1646, esdevingué estudiant del Middle Temple, encara que mai va ser convocat al seu tribunal. Va romandre la major part de la seva vida al seu país. El 1649 es va interessar en les restes megalítiques d'Avebury. El seu pare va morir en 1652. Li va deixar un considerable patrimoni i alguns deutes.
Com a antiquari, va crear el concepte d'antiguitat comparada, que es plasmava en un mètode tipològic i cronològic de classificació sistemàtica de categories arqueòlogiques gràcies al qual els monuments antics es podien identificar amb més precisió. A més a més, va inventar el que avui dia anomenariem arqueologia teòrica.